# Willem de Vos
Willem de Vos (Apeldoorn, 30 de outubro de 1954) é um microbiologista neerlandês, professor da Universidade de Wageningen.
De Vos estudou biologia e bioquímica na Universidade de Groningen, onde obteve o diploma em 1978 e um doutorado em 1983, pesquisando parcialmente no Max-Planck-Institut für molekulare Genetik em Berlim. É desde 2007 professor da Universidade de Helsinque.
Recebeu o Prêmio Spinoza de 2008.

## Obras
- com C. A. Kolmeder: Darmmikrobiota: Kleine Organismen – große Wirkung, in: Manfred Schartl, Julia Maria Erber-Schropp (Eds.), Chancen und Risiken der modernen Biotechnologie, Springer 2014, 53–68
- com Bogert, B. van den, Leimena, M.M., Zoetendal, E.G., Kleerebezem, M: Functional Intestinal Metagenomics. In: F. J. de Bruijn: Handbook of Molecular Microbial Ecology II: Metagenomics in Different Habitats, Wiley-Blackwell 2011, Capítulo 18